# Forfone
 (septembre 2013).
forfone est une application  VoIP qui permet aux utilisateurs d’appeler, d’envoyer et partager des  messages, des photos ainsi que la géolocalisation. L’application ne nécessite pas d’enregistrement ni de compte d’utilisateur mais permet un accès direct à tous les réseaux fixes et mobiles via une connexion Wi-Fi, 3G,  LTE ou UMTS.
La joignabilité est garantie à 100 % grâce aux  notifications push. Ainsi, l’application n’a pas besoin d’être ouverte ni de fonctionner en arrière-plan pour recevoir un appel. L’application est compatible avec tous les iPhone, iPod Touch et smartphones Android et nécessite  iOS 4.0 ou version supérieure ou Android 2.2 ou version supérieur. Forfone est une  application  VoIP  et de  messagerie qui rend la téléphonie par internet aussi simple et intuitive que les appels classiques par le biais d’un  opérateur mobile.

## Sécurité des données
L’institut de recherche indépendant SBA-Research a découvert des  lacunes de sécurité dans des applications de messagerie actuellement sur le marché. Les chercheurs ont non seulement pu reprendre les données du compte client mais également envoyer des messages gratuits à partir des  serveurs de certaines applications testées. Seuls forfone et 3 autres applications disposaient de suffisamment de paramètres de sécurité pour empêcher l’infiltration des comptes utilisateurs ainsi que l’envoi et la réception de  messages  à partir de leurs serveurs.